# ラリー・ビグビー
ラリー・ロバート・ビグビー（Larry Robert Bigbie , 1977年11月4日 - ）は、アメリカ・インディアナ州出身の元プロ野球選手（左翼手）。右投げ左打ち。

## 経歴
1999年のMLBドラフト1巡目（全体の21番目）でボルチモア・オリオールズに指名され契約した。
2001年6月23日にMLBデビューを果たす。
2003年から左翼手のレギュラーを獲得し、2004年には139試合に出場し、打率.280、15本塁打、68打点と自身最高の成績を残した。
しかしその後は度重なる怪我に悩まされ成績が下降し2005年7月にコロラド・ロッキーズに移籍し、同年オフにセントルイス・カージナルスに移籍した。
2006年はMLB出場17試合に終わり解雇された。
2007年はアトランタ・ブレーブスと契約するが、MLB昇格することなくシーズン途中で退団し、ロサンゼルス・ドジャースと契約。 しかし、ここでもメジャー昇格はならなかった。
2007年12月5日、横浜ベイスターズに入団が内定。12月13日、ミッチェル報告書において、ビグビーが複数の禁止薬物を使っていた事を告白、報告書はビグビーの証言を元に書かれた箇所も多く、波紋を呼んでいる。ロジャー・クレメンスとマーク・マグワイア（共に9ページ分）に次ぐ多さである7ページ分に渡って取り上げられた。12月14日、禁止薬物の使用が発覚すれば契約解除できる要項が契約内容に加わっていることが発覚。フロントから契約解除も示唆された。ただ、ビグビーは使っていた禁止薬物は筋肉増強という目的ではなく、膝の治療のための薬物だったと告白している。結局球団が独自に抜き打ち検査を行うことにビグビー側が合意し、2008年1月11日に入団が正式に決定した。
横浜での2008年は怪我で試合出場が遅れたが、5月の上旬辺りからレギュラーとなり、打順は主に5番～7番を任された。北京オリンピックに伴い、チームの4番・村田修一が代表として離れるので、ビグビーはその時期の4番の候補としても期待されていた。
しかし好調が長続きせず、8月17日に出場選手登録を抹消されたのを最後に一軍に復帰することはなく、シーズンを残したまま10月1日に帰国した。その後、自由契約となった。
2010年は北米独立リーグのゴールデン・ベースボール・リーグのエドモントン・キャピタルズでプレーした。

## 薬物問題
ビグビーはミッチェル報告書の調査スタッフによる聴取に同意した。報告書によると、ビグビーは2001年から2005年までヒト成長ホルモン（HGH）、デカ・デュラボリン、ススタノン、テストステロン、抗エストロゲンなどの様々な運動能力向上薬物を購入し、使用していた。
2001年6月に初めてMLBに昇格した時にオリオールズでのチームメイトだったデビッド・セギーとは直ぐに仲良しになり、家賃無しで彼の家に同居させてもらう事が出来た。ビグビーはアナボリックステロイドについての知識が豊富だったセギーに助言を求めた。2001年シーズン終盤に向けてデカ・デュラボリンとテストステロンをセットにして初めて使用していた。セギーはビグビーに無償でステロイドを提供した。2002年のスプリングトレーニングの頃には体重は190ポンド（約86.2kg）から220ポンド（約99.8kg）にまで増加していたが、体脂肪率はわずか7%だった。
2002年はシーズン途中に負傷し、同年シーズンオフは広範囲にステロイドを使用するようになった。セギーの助言により、ステロイドの使用を停止してエストロゲンの生産を抑える抗エストロゲンを使用した。テストステロンを自然に高めていく効果を狙った。
2003年にセギーは昼食を取りながらニューヨーク・メッツの元クラブハウス従業員であるカーク・ラドムスキーにビグビーとブライアン・ロバーツを紹介した。その後にセギーとビグビーはラドムスキーからステロイドや日用品を購入したが、ロバーツはその場にはいなかった。ビグビーはシーズン中にハムストリングの筋肉を痛めてしまうが、負傷から回復した後にラドムスキーからススタノンとデカ・デュラボリンを購入した。
2004年はMLBによるステロイドの検査が継続される事になり、シーズン前にラドムスキーから説明を受けていたHGHに切り替えた。以後は二度とステロイドを使用する事は無かった。ビグビーは同年に検査を受けたが、使用していたのはHGHだったので全く問題が起こらなかった。ビグビーは2004年と翌2005年にHGHを5～6キット購入したと推定している。2005年オフに連邦捜査官への協力を開始してからは禁止薬物は一切使用していないと述べている。

## 詳細情報

### 年度別打撃成績
| 年 度    | 球 団    | 試 合 | 打 席 | 打 数 | 得 点 | 安 打 | 二 塁 打 | 三 塁 打 | 本 塁 打 | 塁 打 | 打 点 | 盗 塁 | 盗 塁 死 | 犠 打 | 犠 飛 | 四 球 | 敬 遠 | 死 球 | 三 振 | 併 殺 打 | 打 率 | 出 塁 率 | 長 打 率 | O P S |
| -------- | -------- | ----- | ----- | ----- | ----- | ----- | -------- | -------- | -------- | ----- | ----- | ----- | -------- | ----- | ----- | ----- | ----- | ----- | ----- | -------- | ----- | -------- | -------- | ----- |
| 2001     | BAL      | 47    | 149   | 131   | 15    | 30    | 6        | 0        | 2        | 42    | 11    | 4     | 1        | 1     | 0     | 17    | 1     | 0     | 42    | 2        | .229  | .318     | .321     | .638  |
| 2002     | BAL      | 16    | 36    | 34    | 1     | 6     | 1        | 0        | 0        | 7     | 3     | 1     | 0        | 0     | 1     | 1     | 0     | 0     | 11    | 1        | .176  | .194     | .206     | .400  |
| 2003     | BAL      | 83    | 319   | 287   | 43    | 87    | 15       | 1        | 9        | 131   | 31    | 7     | 1        | 1     | 2     | 29    | 3     | 0     | 60    | 2        | .303  | .365     | .456     | .821  |
| 2004     | BAL      | 139   | 531   | 478   | 76    | 134   | 23       | 1        | 15       | 204   | 68    | 8     | 3        | 3     | 4     | 45    | 0     | 1     | 113   | 7        | .280  | .341     | .427     | .768  |
| 2005     | BAL      | 67    | 234   | 206   | 22    | 51    | 9        | 1        | 5        | 77    | 21    | 3     | 3        | 5     | 2     | 21    | 1     | 0     | 49    | 2        | .248  | .314     | .374     | .688  |
| 2005     | COL      | 23    | 70    | 66    | 5     | 14    | 1        | 1        | 0        | 17    | 2     | 2     | 0        | 0     | 0     | 3     | 0     | 1     | 18    | 0        | .212  | .257     | .258     | .515  |
| '05計    | COL      | 90    | 304   | 272   | 27    | 65    | 10       | 2        | 5        | 94    | 23    | 5     | 3        | 5     | 2     | 24    | 1     | 1     | 67    | 2        | .239  | .301     | .346     | .647  |
| 2006     | STL      | 17    | 28    | 25    | 2     | 6     | 1        | 0        | 0        | 7     | 1     | 0     | 0        | 0     | 0     | 3     | 0     | 0     | 9     | 1        | .240  | .321     | .280     | .601  |
| 2008     | 横浜     | 72    | 239   | 216   | 25    | 55    | 12       | 0        | 8        | 91    | 29    | 1     | 0        | 0     | 2     | 19    | 0     | 2     | 66    | 7        | .255  | .318     | .421     | .739  |
| MLB：6年 | MLB：6年 | 392   | 1367  | 1227  | 164   | 328   | 56       | 4        | 31       | 485   | 137   | 25    | 8        | 10    | 9     | 119   | 5     | 2     | 302   | 15       | .267  | .331     | .395     | .726  |
| NPB：1年 | NPB：1年 | 72    | 239   | 216   | 25    | 55    | 12       | 0        | 8        | 91    | 29    | 1     | 0        | 0     | 2     | 19    | 0     | 2     | 66    | 7        | .255  | .318     | .421     | .739  |

### 記録
NPB
- 初出場・初先発出場：2008年4月13日、対阪神タイガース6回戦（横浜スタジアム）、7番・左翼手として先発出場
- 初安打：同上、7回裏に福原忍から中前安打
- 初打点：2008年4月16日、対東京ヤクルトスワローズ5回戦（明治神宮野球場）、3回表に館山昌平から中前適時打
- 初本塁打：同上、9回表に花田真人から右越ソロ
- 初盗塁：2008年5月20日、対北海道日本ハムファイターズ1回戦（札幌ドーム）、2回表に二盗（投手：ライアン・グリン、捕手：髙橋信二）

### 背番号
- 3 （2001年 - 2005年）
- 34 （2005年）
- 33 （2006年）
- 6 （2008年）